# Begraafplaats van Taintignies
De Begraafplaats van Taintignies is een gemeentelijke begraafplaats in het Belgische dorp Taintignies, een deelgemeente van Rumes (Henegouwen). De begraafplaats ligt aan de Rue du Cimetière op 300 m ten noorden van het dorpscentrum (Sint-Amanduskerk). Ze bestaat uit een oud en een nieuw gedeelte die samen een L-vormig grondplan vormen. De begraafplaats wordt gedeeltelijk omsloten door een bakstenen muur en een draadafsluiting met haag. Ze wordt afgesloten door een dubbel traliehek. 

## Britse oorlogsgraven
Achteraan het oude gedeelte van de begraafplaats ligt een perk met 27 Britse militaire graven (waaronder 1 niet geïdentificeerde) uit de Eerste Wereldoorlog. Het perk werd aangelegd door leden van de 15th and 16th Divisions. De slachtoffers stierven tijdens de gevechten van het geallieerde eindoffensief in oktober en november 1918. Hun graven worden onderhouden door de Commonwealth War Graves Commission en staan er geregistreerd onder Taintignies Communal Cemetery.